# Académie Saint-Anselme

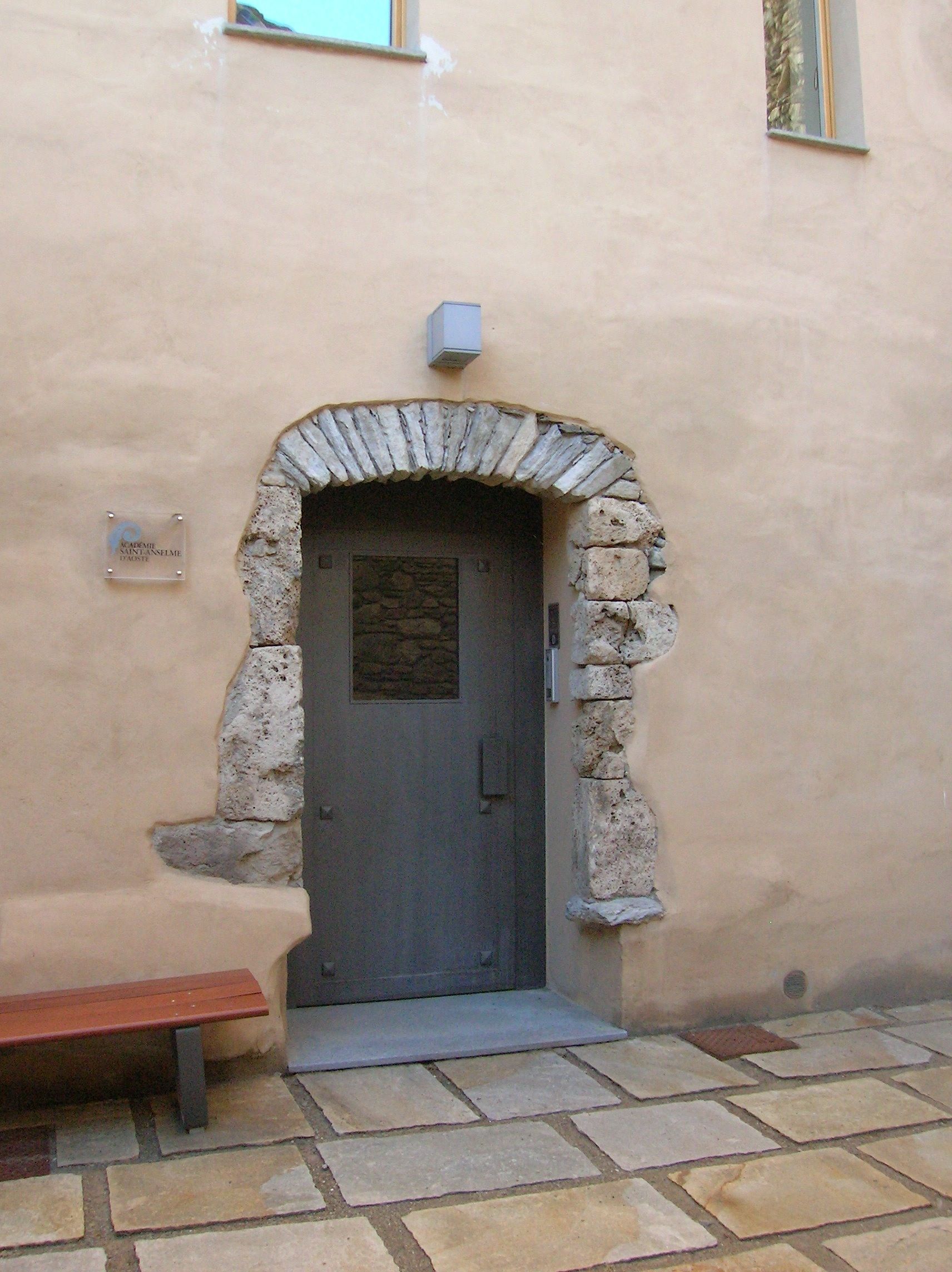
L'ingresso della sede a Gressan.

L'Académie Saint-Anselme, talvolta indicata come Accademia Sant'Anselmo, è un'associazione culturale valdostana ispirata da Anselmo di Aosta e fondata nel 1855.

## Origini
La « Société académique religieuse et scientifique de l'ancien duché d'Aoste, sous la protection de saint Anselme, archevêque de Cantorbéry et docteur de l'Église » o Académie Saint-Anselme, è un'associazione culturale fondata il 29 marzo 1855 dal priore Jean-Antoine Gal che assume la funzione di presidente fino al 1867, e da altre personalità culturali di spicco valdostane, tra cui Georges Carrel. L'obiettivo dei fondatori, fissato nello statuto aggiornato nel 1968, era « la diffusione della conoscenza delle tradizioni religiose e civili del patrimonio linguistico e culturale e la valorizzazione delle immense ricchezze archeologiche e artistiche ».

## Sede
La sede si trovava a Aosta in due sale del capitolo della Cattedrale di Aosta messe a disposizione dal vescovato a partire dal 1870. 
Nel 2009 è stata spostata nella Tour de Saint-Anselme, in località La Bagne 15, a Gressan.

## Attività
L'attività dell'Académie Saint-Anselme si concretizza nell'organizzazione di conferenze, e, ogni due anni, dalla pubblicazione di un bollettino che, nel 1982, ha terminato la vecchia serie con il 50° numero, inaugurando la nuova serie nel 1985.
Una nuova serie di scritti di storia, letteratura e arte è stata inaugurata nel 1999 con quattro tomi dedicati alla corrispondenza del vescovo di Aosta Antoine-Philibert Bailly, e un altro dedicato al messale di Charvensod.
La biblioteca dell'Académie comprende 15.000 pubblicazioni e un museo che conserva pezzi di prestigio dell'antichità e del Medioevo.
Una parte della collezione è ospitata nel museo del castello di Aymavilles.
Tra le principali priorità dell'Académie si citano la difesa dell'utilizzo della lingua francese e la salvaguardia delle tradizioni civili e religiose locali.
Oggi l'Accademia conta circa 90 membri effettivi e una quarantina di corrispondenti, la maggior parte dei quali laici; la prima donna fu eletta nel 1939. Tra i membri figurano diversi giovani ricercatori.

## Galleria d'immagini

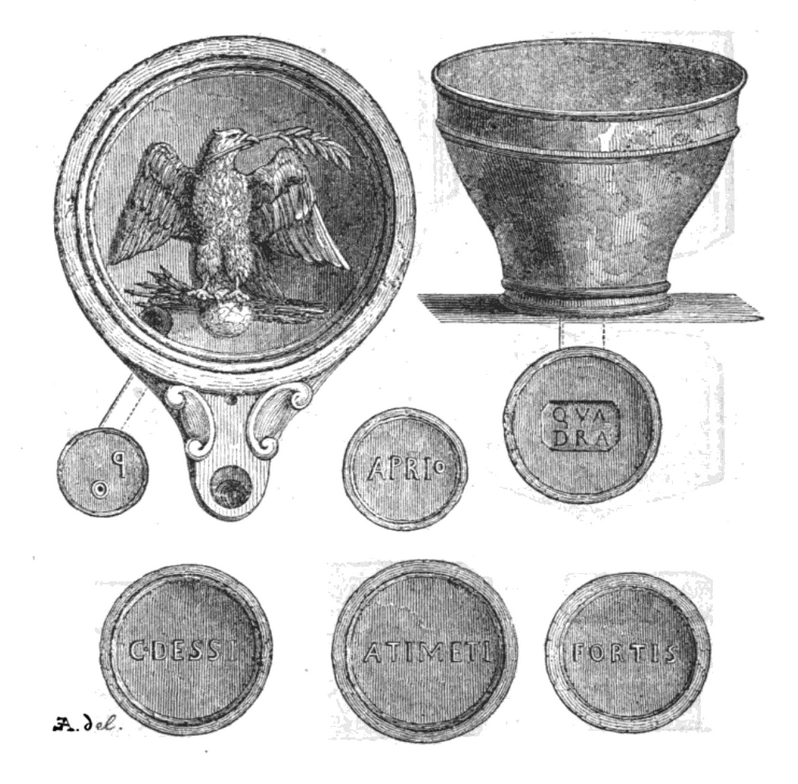
Lampade sepolcrali romane (lucerne) della Collezione Gal.
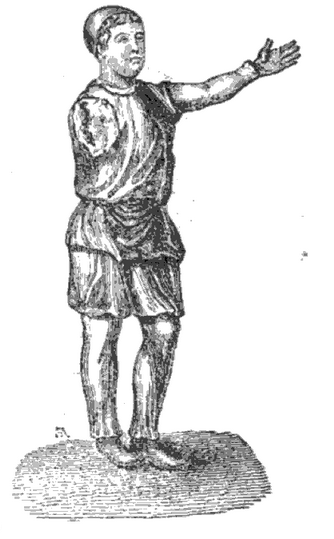
Figurina in bronzo di schiavo affrancato (liberto) della Collezione Gal.
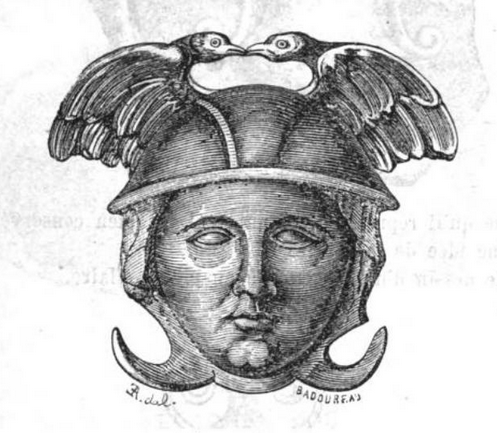
Testa di Perseo in bronzo della Collezione Gal.
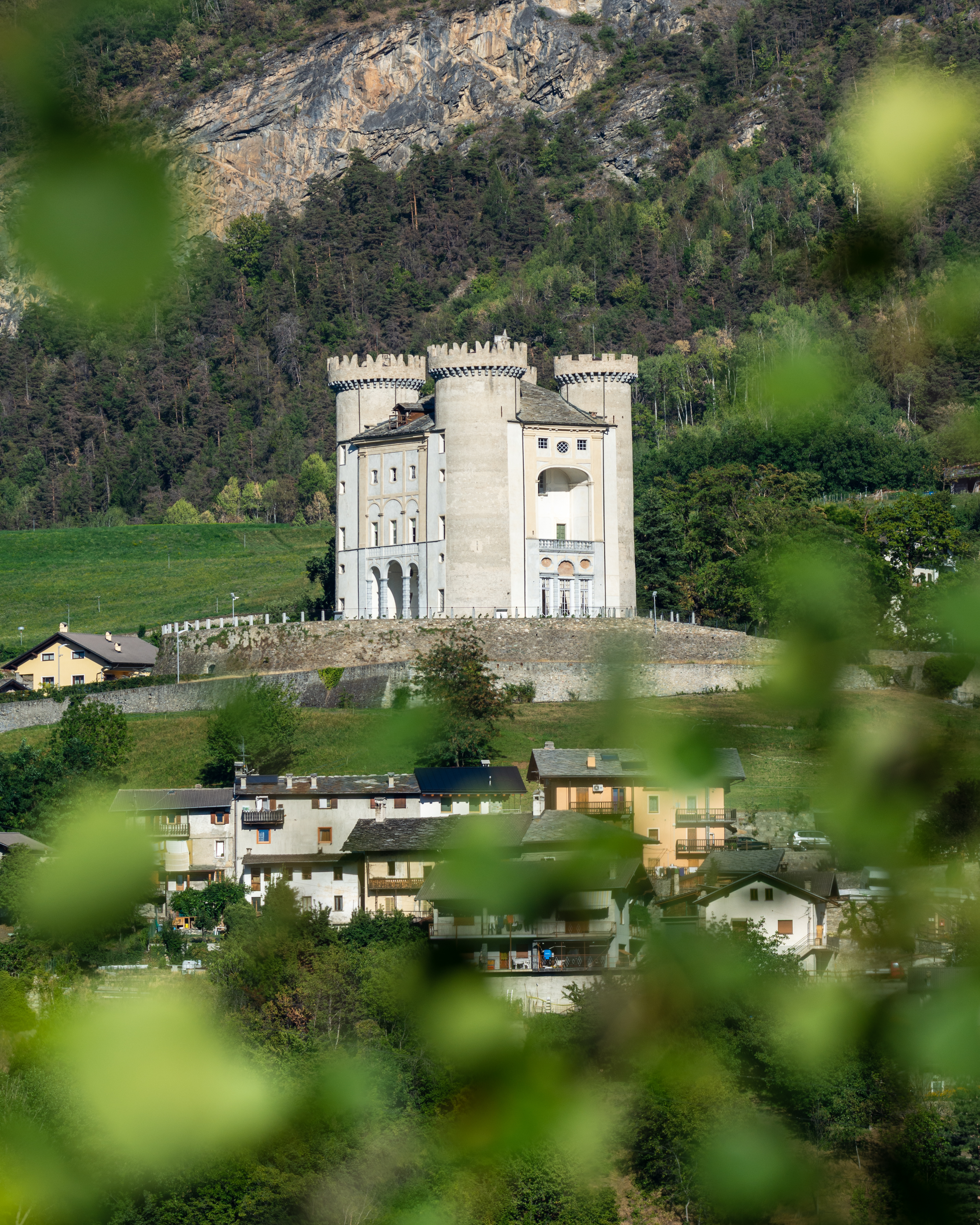
Il castello di Aymavilles che accoglie parte delle collezioni
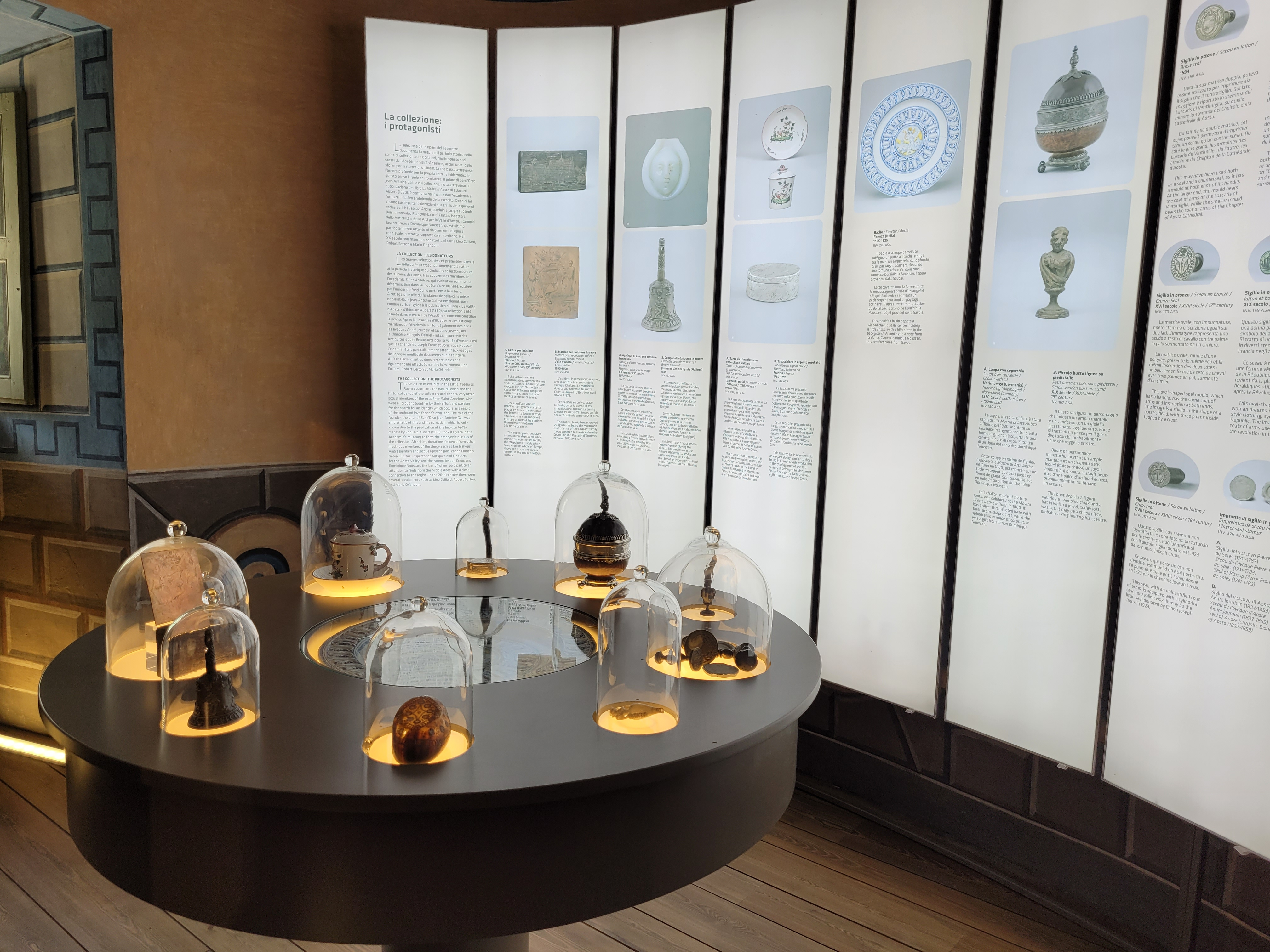
I tesori dell'Académie nel castello di Aymavilles

## Lista dei presidenti
- 1855-1867  : Jean-Antoine Gal, canonico e priore della Collegiata di Sant'Orso;
- 1868-1878  : Père Laurent, frate cappuccino;
- 1878-1908  : Mgr. Joseph-Auguste Duc, vescovo di Aosta e storico;
- 1908-1922  : François-Gabriel Frutaz, canonico e storico;
- 1922-1933  : André-Dominique Noussan, canonico e storico;
- 1933-1954  : Justin Boson, canonico della Collegiata di Sant'Orso, professore di filologia orientale a Milano;
- 1954-1966  : Maxime Durand, canonico;
- 1966-1980  : Mgr. Aimé-Pierre Frutaz, autore delle Sources pour l'histoire de la Vallée d'Aoste;
- 1980-1990  : Hector Passerin d'Entrèves, professore di storia all'università di Torino, primo presidente laico dell'Académie;
- 1990-2004  : Mgr. Alberto Maria Careggio;
- 2004-2010  : Pierre-Georges Thiébat;
- 2010-2017  : Joseph-César Perrin;
- 2017-      : Paolo Papone.